# Планета скарбів (фільм, 1982)
Планета скарбів (болг . Планетата на съкровищата, Planetata na sukrovishtata) — болгарський анімаційний науково-фантастичний фільм 1982 року, знятий режисером Руменом Петковим і створений Софійською анімаційною студією. Цей 62-хвилинний фільм є науково-фантастичною адаптацією пригодницького роману Роберта Луїса Стівенсона 1883 року «Острів скарбів» і вийшов на екрани за 20 років до «Планети скарбів» Діснея, іншого фільму з такою ж концепцією. Музику до фільму виконав болгарський гурт «Тангра».

## Сюжет
Зсередини чорної діри молодий чоловік на ім'я Філіпе розповідає про свою пригоду. На повністю штучній Землі, де природа давно перестала існувати, біоробот на ім'я Чорний Пес протистоїть старому космічному пірату та його товаришу Біллі Боунсу за зоряну карту, яка веде до скарбів капітана Флінта. Біллі відмовляється, і Чорний Пес погрожує чорною міткою. Скинувши труби на Чорного Пса, Біллі намагається втекти на інвалідному візку, але його заганяють у кут і змушують стрибати на скакалці, доки він не віддасть карту. Віддавши натомість бомбу, Чорний Пес надає Біллі чорну мітку під виглядом того, що хоче перевірити, чи не лоскоче йому руку. Біллі, виконуючи свій «обов'язок сумлінного пірата — одразу впасти замертво» за піратським кодексом, дозволяє собі раптово померти, але віддає карту Філіпе.
Філіпе повертається до свого капітана, командира Смоллетта, який був зайнятий відбиттям кількох перевдягнених роботів-обманщиків, які запитували інформацію про карту, а також хотіли підстригтися та поласувати гамбургером. Коли Філіпе показує карту, Смоллетт організовує команду, щоб знайти скарби. Смоллетт призначає Філіпе юнгою і бере на борт гостроногого першого помічника капітана Довгого Джона Сільвера та його роботів; Чорного Пса та інших роботів-обманщиків.
Вирушаючи в космос на борту корабля «Еспаньола», довга подорож переривається через відключення електроенергії. Роботи виконують вигадливий танець, за що Сільвер їх лає. Філіпе, прокравшись, щоб поспостерігати, активує ще одного робота Сільвера — механічного папугу, який повідомляє Сільверу, що більше його не заводить. Сільвер розкриває свій план — викрасти карту, отримати скарб і стати «володарем усього всесвіту».
Під час надзвичайної ситуації екіпаж бомбардують електричними болтами. Совість Філіпе переноситься в минуле, де він тепер Джим Гокінс на старому дерев'яному кораблі, де Смоллетт ідентифікує існування Острова скарбів і Роберта Луїса Стівенсона. На них нападає кілька примарних явищ. Філіпе рятує Чорного Пса, і коли всі вони повертаються у свій звичайний час і на корабель, Чорний Пес клянеться, що присвятить своє життя Філіпе.
Приземлившись на Планеті скарбів, Сільвер і його роботи через карту мають протистояння зі Смоллеттом і Філіпе, яке переривають лавові дракони, надіслані роботом-слугою Флінта Навуходоносором. Взявши під контроль робота Флінта, виконавши «Va, pensiero» з опери «Набукко», Сільвер викрадає Філіпе. Врятувавши свого юнгу, Смоллетт і Філіпе дотримуються вказівок на карті, щоб знайти скарб. Зіткнувшись з ілюзіями, Філіпе рятує командира Смоллетта від його самовизнаної слабкості до красивих жінок.
Дует розплавляє обличчя привида капітана Флінта, відкриваючи блискучий контейнер у формі дорогоцінного каміння. Сільвер, який пішов за ними в кімнату, запечатує їх і забирає скарб. Командир і Філіпе втікають через люк, щоб побачити, як «Еспаньола» відлітає, залишаючи дует разом із папугою на планеті скарбів.
Минають дні, трійця готується до кінця свого життя; командир відмовляється говорити, а у папуги розряджаються батарейки. Несподівано повертається «Еспаньола» під контролем Чорного Пса. Чорний Пес перемагає Сільвера та інших роботів, тому що Філіпе — єдина людина, яка ставилася до Чорного Пса як до чогось більшого, ніж до інструменту. «Ти дозволив мені відчути себе людиною, і я це ціную». Група бере курс на Землю, і Філіпе пояснює за кадром, що скарб був для Флінта еквівалентом Ноєвого ковчега, який містив зразки життя на Землі до того, як світ став надто штучним.
Корабель загорівся через політ у чорну діру. Сільвер, який саботував навігацію, стріляє в командира Смоллетта, і в свою чергу його вбиває Філіпе. Інші роботи, включно з папугою та Чорним Песом, опинилися під завалами. Вмираючий Смоллетт каже Філіпе тікати в аварійній капсулі, але Філіпе завантажує скарб на капсулу і відправляє його на Землю, щоб відновити природу. Потім Філіпе спускається разом з кораблем у чорну діру, а потім у неминучий інопланетний вимір, описаний як часовий вакуум небуття. Капсула досягає землі та розплавляє штучні компоненти планети під мелодію «Ода радості», яку грають організми, включно з камео Міккі Мауса, який заселить планету, коли вони скидаються з парашутів.
В епілозі Філіпе розповідає, що він не засуджений до чорної діри на вічність і що кожного дня він перевтілюється в нову істоту на Землі, однією з яких був хлопчик на ім'я Джим Гокінс.